# División de Honor Plata femenina de Balonmano 2023-24
La División de Honor Plata femenina de balonmano 2023-24 es la segunda temporada de la competición de liga de la tercera categoría del balonmano femenino en España, la División de Honor Plata femenina de balonmano.
La División se dividió entre 4 grupos con los mismos equipos (14 cada uno), que se enfrentaron en formato liguilla, a ida y vuelta. El primero de cada grupo ascendió a División de Honor Oro. Fueron el Adesal Córdoba, Handbol Mislata, Helvetia Anaitasuna y el Lanzarote Puerto del Carmen. 
Se jugó una liguilla a un solo partido para dilucidar el campeón de la temporada. El equipo campeón, que fue el Adesal Córdoba, luchará con los integrantes de la fase de ascenso de la División de Honor Oro por subir, directamente, a la Liga Guerreras Iberdrola. El quinto integrante que ascendió a la División de Honor Oro se resolvió en una liguilla, a un solo partido. El quinto equipo que consiguió el ascenso fue el gallego Solimusis Events Carballal.

## Equipos
| Grupo A                                    | Com.                               | Grupo B                               | Com.                              |
| ------------------------------------------ | ---------------------------------- | ------------------------------------- | --------------------------------- |
| Grupo CHR Hand Vall Valladolid             | Bandera de Castilla y León         | Loizaga Const. Castro-Urdiales        | Bandera de Cantabria              |
| Balonmano Santa Cruz de Tenerife           | Bandera de Canarias                | Aiala Zarautz Z.K.E.                  | Bandera del País Vasco            |
| Siero Deportivo Balonmano                  | Bandera de Asturias                | Kukullaga Etxebarri                   | Bandera del País Vasco            |
| Sociedad Atlética Redondela\SAR Rodavigo   | Bandera de Galicia                 | Beti-Onak                             | Bandera de Navarra                |
| Solimusis Events Carballal                 | Bandera de Galicia                 | BM Schär Colores Zaragoza             | Bandera de Aragón                 |
| Lanzarote Puerto del Carmen                | Bandera de Canarias                | Lauko Ermuko Errotobarri              | Bandera del País Vasco            |
| Club Balonmano Gijón                       | Bandera de Asturias                | C.B. San Adrián                       | Bandera del País Vasco            |
| Rubensa BM Porriño                         | Bandera de Galicia                 | BM. Loyola                            | Bandera de Navarra                |
| Rocasa Gran Canaria                        | Bandera de Canarias                | Helvetia Anaitasuna                   | Bandera de Navarra                |
| Oliveira & Faro Saeplast Cañiza            | Bandera de Galicia                 | Grupo Kursaal Basauri                 | Bandera del País Vasco            |
| Anabel Lee Camargo 74                      | Bandera de Cantabria               | MEK Eibar Eskubaloia                  | Bandera del País Vasco            |
| Club Deportivo Balonmano Fuentes Carrionas | Bandera de Castilla y León         | Lleida Handbol Club                   | Bandera de Cataluña               |
| Inelsa Solar Asmubal Meaño                 | Bandera de Galicia                 | Synerbolt Welding BM. La Jota         | Bandera de Aragón                 |
| BM Palencia Turismo                        | Bandera de Castilla y León         | Ereintza Bitek                        | Bandera del País Vasco            |
| Grupo C                                    |                                    | Grupo D                               |                                   |
| BM Servigroup Benidorm                     | Bandera de la Comunidad Valenciana | Madrid Base Villaverde                | Bandera de la Comunidad de Madrid |
| Handbol Sant Vicenç                        | Bandera de Cataluña                | Club Balonmano Getasur                | Bandera de la Comunidad de Madrid |
| Handbol Sant Joan Despí A                  | Bandera de Cataluña                | UCAM Balonmano Murcia                 | Bandera de la Región de Murcia    |
| Hapo Joventut Mataró                       | Bandera de Cataluña                | Alegra BM Sanse                       | Bandera de la Comunidad de Madrid |
| Grupo USA H. Mislata UPV                   | Bandera de la Comunidad Valenciana | Balonmano Leganés                     | Bandera de la Comunidad de Madrid |
| Levante UD Bm Marni                        | Bandera de la Comunidad Valenciana | DEZA CBM                              | Bandera de Andalucía              |
| Club Handbol Gavà                          | Bandera de Cataluña                | Balonmano Solucar                     | Bandera de Andalucía              |
| EON Horneo Alicante                        | Bandera de la Comunidad Valenciana | BM Montequinto Ciudad de Dos Hermanas | Bandera de Andalucía              |
| H. Onda                                    | Bandera de la Comunidad Valenciana | Balonmano Ciudad Imperial             | Bandera de Castilla-La Mancha     |
| Club Handbol Palautordera-Salicru          | Bandera de Cataluña                | Adesal Córdoba                        | Bandera de Andalucía              |
| Handbol Ribes                              | Bandera de Cataluña                | Club Bm Estudiantes                   | Bandera de Ceuta                  |
| Mubak BM La Roca                           | Bandera de Cataluña                | CD Iplacea                            | Bandera de la Comunidad de Madrid |
| Handbol Sant Quirze                        | Bandera de Cataluña                | BM Ciudad de Granada                  | Bandera de Andalucía              |
| OAR Gracia Sabadell                        | Bandera de Cataluña                | Costa de Almería deslumbrante         | Bandera de Andalucía              |

## Liga regular

### Grupo A
|                                          | Equipo                                     | Puntos | J  | G  | E | P  | GF  | GC  | DG  |
| ---------------------------------------- | ------------------------------------------ | ------ | -- | -- | - | -- | --- | --- | --- |
| 1                                        | Lanzarote Puerto del Carmen                | 43     | 26 | 21 | 1 | 4  | 838 | 695 | 143 |
| 2                                        | Solimusis Events Carballal                 | 41     | 26 | 20 | 1 | 5  | 765 | 626 | 139 |
| 3                                        | Club Balonmano Gijón                       | 37     | 26 | 17 | 3 | 6  | 720 | 646 | 74  |
| 4                                        | Grupo CHR Hand Vall Valladolid             | 33     | 26 | 15 | 3 | 8  | 755 | 682 | 73  |
| 5                                        | Rocasa Gran Canaria                        | 32     | 26 | 10 | 0 | 16 | 769 | 765 | 4   |
| 6                                        | Balonmano Santa Cruz de Tenerife           | 24     | 26 | 14 | 2 | 10 | 784 | 733 | 51  |
| 7                                        | Anabel Lee Camargo 74                      | 22     | 26 | 11 | 0 | 15 | 646 | 715 | -69 |
| 8                                        | SAR Rodavigo                               | 21     | 26 | 10 | 1 | 15 | 747 | 784 | -37 |
| 9                                        | Oliveira & Faro Saeplast Cañiza            | 20     | 26 | 9  | 2 | 15 | 647 | 689 | -42 |
| 10                                       | Club Deportivo Balonmano Fuentes Carrionas | 18     | 26 | 8  | 2 | 16 | 796 | 849 | -53 |
| 11                                       | Inelsa Solar Asmubal Meaño                 | 18     | 26 | 8  | 2 | 16 | 753 | 823 | -70 |
| 12                                       | Rubensa BM Porriño                         | 17     | 26 | 7  | 3 | 16 | 686 | 744 | -58 |
| 13                                       | BM Palencia Turismo                        | 16     | 26 | 7  | 2 | 17 | 710 | 788 | -78 |
| 14                                       | Siero Deportivo Balonmano                  | 16     | 26 | 8  | 0 | 18 | 648 | 725 | -77 |
| Fuente: Federación Española de Balonmano |                                            |        |    |    |   |    |     |     |     |

### Grupo B
|                                          | Equipo                         | Puntos | J  | G  | E | P  | GF  | GC  | DG   |
| ---------------------------------------- | ------------------------------ | ------ | -- | -- | - | -- | --- | --- | ---- |
| 1                                        | Helvetia Anaitasuna            | 49     | 26 | 24 | 1 | 1  | 743 | 529 | 214  |
| 2                                        | BM Schär Colores Zaragoza      | 42     | 26 | 20 | 2 | 4  | 744 | 646 | 98   |
| 3                                        | Lauko Ermuko Errotobarri       | 41     | 26 | 20 | 1 | 5  | 705 | 578 | 127  |
| 4                                        | C.B. San Adrián                | 39     | 26 | 19 | 1 | 6  | 695 | 562 | 133  |
| 5                                        | Aiala Zarautz Z.K.E.           | 34     | 26 | 17 | 0 | 9  | 693 | 620 | 73   |
| 6                                        | Beti-Onak                      | 25     | 26 | 11 | 3 | 12 | 645 | 658 | -13  |
| 7                                        | Grupo Kursaal Basauri          | 24     | 26 | 11 | 2 | 13 | 681 | 712 | -31  |
| 8                                        | Synerbolt Welding BM. La Jota  | 22     | 26 | 10 | 2 | 14 | 636 | 675 | -39  |
| 9                                        | Lleida Handbol Club            | 22     | 26 | 10 | 2 | 14 | 704 | 688 | 16   |
| 10                                       | Loizaga Const. Castro-Urdiales | 20     | 26 | 10 | 0 | 16 | 641 | 689 | -49  |
| 11                                       | Kukullaga Etxebarri            | 17     | 26 | 8  | 1 | 17 | 567 | 642 | -75  |
| 12                                       | BM. Loyola                     | 13     | 26 | 6  | 1 | 19 | 597 | 740 | -143 |
| 13                                       | MEK Eibar Eskubaloia           | 10     | 26 | 4  | 2 | 20 | 521 | 659 | -138 |
| 14                                       | Ereintza Bitek                 | 6      | 26 | 2  | 2 | 22 | 483 | 656 | -173 |
| Fuente: Federación Española de Balonmano |                                |        |    |    |   |    |     |     |      |

### Grupo C
|                                           | Equipo                            | Puntos | J  | G  | E | P  | GF  | GC  | DG   |
| ----------------------------------------- | --------------------------------- | ------ | -- | -- | - | -- | --- | --- | ---- |
| 1                                         | Grupo USA H. Mislata UPV          | 49     | 26 | 24 | 1 | 1  | 771 | 548 | 223  |
| 2                                         | OAR Gracia Sabadell               | 37     | 26 | 16 | 5 | 5  | 762 | 689 | 73   |
| 3                                         | Handbol Sant Joan Despí A         | 35     | 26 | 16 | 3 | 7  | 727 | 651 | 76   |
| 4                                         | Levante UD Bm Marni               | 33     | 26 | 16 | 1 | 9  | 684 | 651 | 33   |
| 5                                         | Mubak BM La Roca                  | 32     | 26 | 15 | 2 | 9  | 731 | 685 | 46   |
| 6                                         | Handbol Sant Quirze               | 31     | 26 | 13 | 5 | 8  | 710 | 695 | 15   |
| 7                                         | H. Onda                           | 28     | 26 | 13 | 2 | 11 | 743 | 702 | 41   |
| 8                                         | Hapo Joventut Mataró              | 26     | 26 | 12 | 2 | 12 | 654 | 672 | -18  |
| 9                                         | Club Handbol Palautordera-Salicru | 20     | 26 | 9  | 2 | 15 | 673 | 752 | -79  |
| 10                                        | EON Horneo Alicante               | 19     | 26 | 9  | 1 | 16 | 703 | 782 | -79  |
| 11                                        | Handbol Sant Vicenç               | 17     | 26 | 7  | 3 | 16 | 676 | 718 | -42  |
| 12                                        | Handbol Ribes                     | 14     | 26 | 5  | 4 | 17 | 632 | 699 | -67  |
| 13                                        | Club Handbol Gavà                 | 12     | 26 | 5  | 2 | 19 | 624 | 752 | -128 |
| 14                                        | BM Servigroup Benidorm            | 11     | 26 | 4  | 3 | 19 | 611 | 705 | -94  |
| Fuente: Federación Española de Balonmano; |                                   |        |    |    |   |    |     |     |      |

### Grupo D
|                                           | Equipo                                | Puntos | J  | G  | E | P  | GF  | GC  | DG   |
| ----------------------------------------- | ------------------------------------- | ------ | -- | -- | - | -- | --- | --- | ---- |
| 1                                         | Adesal Córdoba                        | 52     | 26 | 26 | 0 | 0  | 835 | 558 | 277  |
| 2                                         | BM Montequinto Ciudad de Dos Hermanas | 40     | 26 | 19 | 2 | 5  | 781 | 685 | 96   |
| 3                                         | UCAM Balonmano Murcia                 | 35     | 26 | 16 | 3 | 7  | 718 | 666 | 52   |
| 4                                         | Balonmano Ciudad Imperial             | 33     | 26 | 16 | 1 | 9  | 701 | 652 | 49   |
| 5                                         | Club Balonmano Getasur                | 30     | 26 | 14 | 2 | 10 | 713 | 649 | 64   |
| 6                                         | CD Iplacea                            | 29     | 26 | 13 | 3 | 10 | 669 | 637 | 32   |
| 7                                         | Alegra BM Sanse                       | 28     | 26 | 13 | 2 | 11 | 784 | 733 | 51   |
| 8                                         | DEZA CBM                              | 27     | 26 | 11 | 5 | 10 | 658 | 678 | -20  |
| 9                                         | Balonmano Leganés                     | 24     | 26 | 10 | 4 | 12 | 648 | 651 | -3   |
| 10                                        | Balonmano Solucar                     | 17     | 26 | 7  | 3 | 16 | 570 | 690 | -120 |
| 11                                        | Club Bm Estudiantes                   | 17     | 26 | 7  | 3 | 16 | 661 | 717 | -56  |
| 12                                        | Madrid Base Villaverde                | 12     | 26 | 5  | 2 | 19 | 596 | 698 | -102 |
| 13                                        | Costa de Almería deslumbrante         | 12     | 26 | 6  | 0 | 20 | 580 | 759 | -179 |
| 14                                        | BM Ciudad de Granada                  | 8      | 26 | 2  | 4 | 20 | 610 | 751 | -141 |
| Fuente: Federación Española de Balonmano; |                                       |        |    |    |   |    |     |     |      |

## Goleadoras
| Jugadora                | Equipo              | Goles | Jugados | Media | Gr. |
| ----------------------- | ------------------- | ----- | ------- | ----- | --- |
| Janna Sobrepera Casol   | OAR Gracia Sabadell | 217   | 26      | 8,35  | C   |
| Clara Robayo Romero     | Balonmano Solucar   | 204   | 26      | 7,85  | D   |
| Eva Gómez Fernández     | BM Palencia Turismo | 199   | 26      | 7,65  | A   |
| Caterina Rocío Casasola | Lleida Handbol Club | 176   | 26      | 6,77  | B   |

## Ascenso y fase por el título
El primer equipo clasificado con plaza para la División de Honor Oro fue el Adesal Córdoba. Con 26 partidos en juego llegó a la jornada 22 con pleno de victorias, lo que le otorgó la plaza de ascenso directo. Además, ha contabilizado todos sus partidos como victorias. El segundo equipo clasificado es el Handbol Mislata, que se impuso en su vigésimo tercer partido al Handbol Ribes por 36 a 25 y firmó su ascenso. También en su vigésimo tercer partido el Helvetia Anaitasuna firmó su ascenso al imponerse al Basauri. El último en ascender fue el Lanzarote Puerto del Carmen tras su victoria por 31 a 22 ante el Solimusic Events Carballal.

### Fase final: Grupo de ascenso
El ganador de la fase final del grupo por el ascenso y, por tanto, campeón de la División de Honor Plata de la temporada 2023-24 se resuelve en un grupo entre los cuatro campeones, a partido único. La fase de ascenso se celebró en Córdoba y resultó como campeón el Adesal Córdoba. El ganador del cuadro anterior se enfrentará en un playoff de ascenso a la División de Honor Élite del balonmano español junto a los equipos que promocionarán desde la División de Honor Oro.
|                                          | Equipo                      | Puntos | J | G | E | P | GF | GC | DG  |
| ---------------------------------------- | --------------------------- | ------ | - | - | - | - | -- | -- | --- |
| 1                                        | Adesal Córdoba              | 5      | 3 | 2 | 1 | 0 | 82 | 72 | 10  |
| 2                                        | Grupo USA H. Mislata UPV    | 4      | 3 | 2 | 0 | 1 | 82 | 18 | 4   |
| 3                                        | Helvetia Anaitasuna         | 3      | 3 | 1 | 1 | 1 | 77 | 76 | 1   |
| 4                                        | Lanzarote Puerto del Carmen | 0      | 3 | 0 | 0 | 3 | 71 | 86 | -15 |
| Fuente: Federación Española de Balonmano |                             |        |   |   |   |   |    |    |     |

### Fase final: Grupo de ascenso (segundos de grupo)
El quinto equipo que ascendió a División de Honor Oro se resolvió en una fase final que se celebró en el complejo deportivo Valdefierro, Zaragoza. Fue el Solimusis Events Carballal.
|   | Equipo                                | Puntos | J | G | E | P | GF | GC  | DG |
| - | ------------------------------------- | ------ | - | - | - | - | -- | --- | -- |
| 1 | Solimusis Events Carballal            | 6      | 3 | 3 | 0 | 0 | 90 | 78  | 12 |
| 2 | OAR Gracia Sabadell                   | 4      | 3 | 2 | 0 | 1 | 95 | 100 | -5 |
| 3 | BM Montequinto Ciudad de Dos Hermanas | 2      | 3 | 1 | 0 | 2 | 85 | 88  | -3 |
| 4 | BM Schär Colores Zaragoza             | 0      | 3 | 0 | 0 | 3 | 86 | 90  | -4 |